# 나다역
나다역(일본어: 灘駅, なだえき 나다에키[*])은 일본 효고현 고베시 나다구에 위치한 서일본 여객철도의 역이다.

## 역 구조
섬식 승강장으로 2면 4선의 지상역이다. 예전에 있었던 지상역사는 고가화되었기 때문에 개찰구는 1개소밖에 없다.
어번 네트워크 구역의 일부이기 때문에 이코카 및 제휴 IC 카드의 사용이 가능하다.
| 1 | □JR 고베 선 (상행 외측선) | 통과선                            |
| 2 | ■JR 고베 선 (상행 내측선) | 아마가사키・오사카・기타신치 방면 |
| 3 | ■JR 고베 선 (하행 내측선) | 산노미야틀:・ 히메지 방면         |
| 4 | □JR 고베 선 (하행 외측선) | 통과선                            |

### 역사 고가화 공사
이 역의 구역사는 매우 오래된 역사였기 때문에 엘리베이터나 다목적 화장실 등의 승강 환경 개선 설비가 일절 존재하지 않아 사회적 약자 계층의 불편이 오랜 세월동안 강해지고 있었음에도 불구하고 역사에 대한 개축 공사 계획이 한참 나오지 않고 있었다. 그러나 최근 지역 인구가 증가하자 주민의 서명 활동을 거쳐 역사의 개축 공사가 진행되게 되었다.
공사 당시 지역 주민으로부터 제2차 세계 대전 당시 폭격을 피한 구 역사는 귀중한 역사적 가치가 있기 때문에 보존해야 한다는 주장이 높아지고 있었지만 역 시설의 개선을 위해서는 전면적인 개축이 필요하다고 판단한 건설사와 당국은 구 역사를 모두 해체하고 가역사에서 영업을 시작하였다. 대신 새로 지어질 역사의 북측 벽면에 구 역사의 디자인을 답습하여 당시의 모습을 남기도록 하였으며, 내부는 천정이 높고 개방적인 형태를 취하도록 하였다.
신역사는 고가역사화에 의해 개찰구는 1개소로 집약되어 24시간 남북 간의 왕래가 가능한 자유 도로가 병설되었다. 개찰구 밖에는 남북 1개소씩 엘리베이터를 설치하고, 개찰구 내에는 각 승강장을 연결하는 엘리베이터와 에스컬레이터, 남녀별 다목적 화장실이 신설되어 승강 환경 개선이 이루어졌다. 자동 개찰기와 자동 정산기는 신형 (서일본 여객철도 어번 네트워크 내 등의 신규 개설역에 설치되는 것)으로 설치되었지만 액정 화면기의 발차표(發車標), 초록 창구의 발권기는 구 역사의 남쪽 개찰구에 있던 것이, 일반 발권기는 남북 양 개찰구의 구형 기계가 계속 사용되게 되었다.
공사는 두 차례로 나누어서 진행되며, 제1차 공사는 2009년 가을에 완료되어 개찰구를 포함한 신역사의 사용 개시와 동시에 가역사와 과선교의 사용은 종료되었다. (이와 함께 자유 통로는 2009년 9월 22일 정오부터, 개찰내 시설은 9월 23일부터 사용이 개시되었으며 일부 음식 점포는 10월 26일 이후 입점하였다.) 제2차 공사는 가역사와 과선교를 철거하고 승강장 지붕 등을 개량하며, 개찰구 바깥 시설의 남은 부분을 공사하는 것으로 2010년 중에 완료된다.

## 역사
- 1917년 12월 1일 - 일본국유철도 도카이도 본선의 나다 화물역 ~ 산노미야역 간에 여객 전용으로 신설 개업하였다. 동시에 나다 화물역의 이름은 히가시나다 화물역으로 개칭된다.
- 1987년 4월 1일 - 민영화에 의해 서일본 여객철도의 소속이 된다.
- 2003년 11월 1일 - 이코카의 사용이 개시되었다.
- 2006년 11월 - 신역사 공사가 착공되었다.
- 2009년 9월 23일 ~ 10월 26일 - 1차 작업 완료로 신역사의 사용이 개시된다.
- 2010년 중 - 2차 작업 완료 예정.

## 인접정차역
| 서일본 여객철도 도카이도 본선 | 서일본 여객철도 도카이도 본선 | 서일본 여객철도 도카이도 본선 |
| ----------------------------- | ----------------------------- | ----------------------------- |
| 롯코미치 교토 방면            | ■ JR 고베 선 보통             | 산노미야 니시아카시 방면      |